# Stavsjön, Ångermanland
Stavsjön är en sjö i Nordmalings kommun i Ångermanland och ingår i Leduåns huvudavrinningsområde. Sjön har en area på 0,37 kvadratkilometer och ligger 157,1 meter över havet.

## Delavrinningsområde
Stavsjön ingår i det delavrinningsområde (706785-167270) som SMHI kallar för Utloppet av Stavsjön. Medelhöjden är 202 meter över havet och ytan är 6,76 kvadratkilometer. Räknas de 3 avrinningsområdena uppströms in blir den ackumulerade arean 12,98 kvadratkilometer. Vattendraget som avvattnar avrinningsområdet har biflödesordning 2, vilket innebär att vattnet flödar genom totalt 2 vattendrag innan det når havet efter 16 kilometer. Avrinningsområdet består mestadels av skog (76 procent). Avrinningsområdet har 0,46 kvadratkilometer vattenytor vilket ger det en sjöprocent på 6,8 procent.